# Glutamin
Glutamin (kemijske formule C5H10N2O3, skraćeno Gln ili Q; kratica Glx ili Z predstavlja bilo glutamin ili glutaminsku kiselinu) neesencijalna je aminokiselina. Spada u grupu aminokiselina polarne R-skupine, što znači da omogućava formiranje vodikovih veza, koje su osnova za formiranje viših oblika organizacije aminokiselina u molekulama bjelančevina. U velikim se količinama nalazi u organizmu, posebice u mišićima i crijevnom sustavu. 
Glutamin čini 60% svih slobodnih aminokiselina u tijelu. Neki ga znanstvenici smatraju uvjetno esencijalnom aminokiselinom. Razlog tomu je činjenica da organizam kod određenih bolesti i stanja ipak ne sintetizira dovoljne količine glutamina, pa u tom slučaju svoje potrebe mora zadovoljavati vanjskim izvorima. Primjerice, takav se slučaj može pojaviti kod stanica crijevnog sustava ili limfocita koji se jako brzo dijele. U tome je glutamin sličan karnitinu i histidinu.
Studije su pokazale da se koncentracija glutamina u organizmu značajno smanjuje kada je organizam izložen većem stresu, primjerice poslije operacije, kod opeklina, gladi, stalnih infekcija pa čak i nakon tjelesne aktivnosti jakog inteziteta. Glutamin kao neesencijalna kiselina tek je odnedavno dobio zasluženu ulogu u ishrani bodibildera, premda se već dugo upotrebljava kod bolesnika kojima je potrebno bolničko liječenje zbog teških ozljeda, opeklina ili bakterijskih infekcija.
Značenje glutamina otkriveno je 1930. godine. Nobelovac Hans Adolf Krebs, jedan od najvećih biokemičara svih vremena i stručnjak za metabolizam, koji je postao slavan po ciklusu limunske kiseline ili Krebsovom ciklusu, spoznao je važnost karbamidnog ciklusa u kojem glutamin ima važnu ulogu, tj. prvi je spoznao ulogu glutamata, glutamina i ketoglutamata u ponovnom punjenju dušičnih zaliha organizma.

## Funkcija
Glutamin igra važnu ulogu u metabolizmu dušika, u proizvodnji amonijaka u bubrezima, reprodukciji glikoze u jetri, nadalje ima ključnu ulogu u ciklusu glikoza - alanin. Enterociti (epitelne stanice tankog crijeva) koriste glutamin kao osnovno gorivo za metaboličke funkcije.
Glutamin u organizmu obavlja mnoge funkcije, kao što su:
- Izvor aminokiselina
- Amino šećer (npr. biosinteza glikoza - aminoglikan)
- Proizvodnja amonijaka u bubrezima
- Odstranjenje amonijaka
- Izlučivanje hormona rasta[1]
- Prosljeđivanje ugljika
- Pred-tvar gama-aminobutirenske kiseline
- Biosinteza glikogena u jetri
- Gorivo ramjene tvari
- Prosljeđivanje dušika
- Proizvodnja nukleinskih kiselina
- Sinteza bjelančevina
- Sinteza karbamida (u jetri)

Zbog kataboličkih uvjeta, radi dopune energetskog izvora, razgrađuju se mišićne bjelančevine. Aminokiselinske skupine, koje se sastoje od leucina, izoleucina i drugih aminokiselina, pretvore se u glutaminsku kiselinu, koju čini glutamin. Glutamin se u crijevima apsorbira i pretvara u alanin, koji jetri služi kao izvor energije. U krajnjoj liniji, za mišiće i jetru je to upotrebljiv energetski izvor, što znači da glutamin osigurava reprodukciju dušika.
Glutamin se može naći u najvećoj količini u skeletnim mišićima. Kod kataboličkih uvjeta vježbanja kao što su body building, vježbe snage ili bilo koja iscrpljujuća aktivnost (skijanje, boks, aerobik i slično), izlučuje se vrlo velika količina glutamina. Kada se glutamin izlučuje iz mišića, reakcija imunološkog sistema je intenzivnija: aktivira se želučani i crijevni sustav, povećava se razina proizvodnje glikogena u jetri i jača lučenje amonijaka u bubrezima.
Glutamin raspolaže i s nekim drugim važnim funkcijama, npr. igra važnu ulogu u proizvodnji nukleinskih kiselina, specijalnih aminokiselina, te gama-aminobutirenske kiseline u proizvodnji bjelančevina. Ništa manje važna nije ni uloga glutamina u biološkoj sintezi glutationa - najvažnijeg topivog antioksidansa unutar stanice, a bjelančevine u sirutki ga također sadrže u većoj količini.